# Kyusyu Open
Het Kyusyu Open is een golftoernooi in Japan. Van 1973-1991 maakte het deel uit van de Japan Golf Tour.

## Winnaars
| - 1971 Katsuji Yanagida - 1972 Noburu Shidata - 1973 Kunio Koike - 1974 Norio Suzuki - 1975 Norio Suzuki - 1976 Norio Suzuki po - 1977 Norio Suzuki - 1978 Norio Suzuki - 1979 Yurio Akitomi - 1980 Yurio Akitomi - 1981 Yurio Akitomi - 1982 Norio Suzuki | - 1983 Noboru Fujiike - 1984 Toshiya Shibutani - 1985 Kimpachi Yoshimura - 1986 Kimpachi Yoshimura - 1987 Katsuyoshi Tomori - 1988 Katsuyoshi Tomori - 1989 Shinji Kuraoka po - 1990 Katsuyoshi Tomori - 1991 Kimpachi Yoshimura - 1992 Norikazu Kawakami - 1993 Katsuyoshi Tomori - 1994 Mitsukasa Kusakabe | - 1995 Kimpachi Yoshimura - 1996 Kosei Sakai - 1997 Noburu Fujiike - 1998 Tsunehisa Yamamoto - 1999 Kazuhiro Kinjo - 2000 Takao Nogami - 2001 Mitsukasa Kusakabe - 2002 Kazuhiro Kinjo - 2003 Hidezumi Shirakata - 2004 Yukata Horinouchi - 2005 Kiyoshi Okura (amateur) - 2006 Hidezumi Shirakata | - 2007 Tadaaki Kimura - 2008 Tomohiko Ogata (amateur) - 2009 Tadaaki Kimura - 2010 Tatsuya Takamatsu - 2011 Mitsunobu Fukunaga - 2012 Kentaro Yonekura - 2013 Yusaku Miyazato - 2014 Kitamura Koichi - 2015 Shotaro Wada |

po = gewonnen na play-off